# Ashurst (Kent)
Pour les articles homonymes, voir Ashurst.
Ashurst est un village situé dans le civil parish de Speldhurst est le district de Tunbridge Wells, il est à cinq miles (8 km) à l'ouest du Tunbridge Wells dans le Kent.
L'église paroissiale qui date du Xe siècle est dédiée à Saint Martin de Tours. Le village est situé sur la frontière entre le Kent et l'East Sussex ; la rivière Medway forme la frontière entre les deux comtés. Il y avait deux moulins, aujourd'hui fermés, et il y a un seuil sur la rivière.